# Funzione Pubblica (sindacato)
La Funzione Pubblica (FP) è il sindacato di categoria della CGIL che organizza i lavoratori degli enti statali, di quelli parastatali, degli enti locali, della sanità e delle loro aziende.
Organizza le lavoratrici ed i lavoratori del settore pubblico (pubblici e privati), in particolare: ministeri, autonomie locali, sanità (pubblica e privata), parastato, aziende (vigili del fuoco, monopoli, ecc.), settore socio assistenziale (cooperative, associazioni), igiene ambientale (pubblica e privata).
Aderisce alla Federazione Sindacale Europea dei Servizi Pubblici e all'Internazionale dei Servizi Pubblici.
Il suo ultimo Congresso (il dodicesimo) si è svolto a Cervia (RA) dal 14 al 17 febbraio 2023.
Nel 2013 contava 404.986 iscritti a livello nazionale.
Attuale segretario generale è Federico Bozzanca, eletto il 4 Luglio 2025 con il 98% dei voti dell'Assemblea generale della FP CGIL.

## Segretari generali
- 1980: Giuseppe Lampis
- 1981: Aldo Giunti
- 1988: Alfiero Grandi
- 1990: Giuseppe Schettino
- 1994: Paolo Nerozzi
- 2000: Laimer Armuzzi
- 2002: Carlo Podda
- 2010: Rossana Dettori
- 2016: Serena Sorrentino
- 2025: Federico Bozzanca

## Stampa
Ha pubblicato, dal 1966 al 2010, la rivista trimestrale "Quale Stato" e promuove la Fondazione "Luoghi Comuni" che ha avuto come presidente del Comitato scientifico il professor Paolo Leon. Il Comitato scientifico è composto da Ugo Ascoli, Franco Bassanini, Maurizio De Castri, Massimo Florio, Maurizio Franzini, Alessandro Garilli, Nerio Nesi e Ida Regalia.